# 장군산 (부산)
장군산(將軍山)은 천마산에서 남쪽으로 뻗은 산등성이가 대한해협에 몰입하여 형성된 송도에서 제일 높은 산이다.
구릉산지의 특색을 지니고 있는 장군산은 산림으로 뒤덮여 있는데다 남쪽으로 멀리 대한해협을 넘어 대마도를 바라 볼 수 있고 동쪽과 서쪽에는 송도만과 감천만이 자리 잡고 있어 풍광이 아름답기로 이름난 산이다.
장군산의 지명유래는 임진왜란 때 이순신 장군이 이끄는 경상ㆍ전라수군이 ‘부산포(釜山浦)’에서 100여 척의 왜군선단을 무찌른 대첩을 거두게 되는데, 이 해전에서 이순신 장군 휘하의 정운 장군이 전사하게 되니 이를 기리기 위하여 이 산을 ‘장군’의 산으로 부르게 된 것으로 알려지고 있다.